# Seelenblindheit

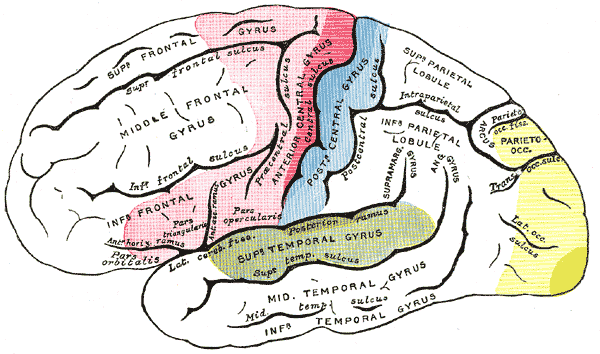
Das Sehzentrum ist gelb markiert. Der dunkelgelbe Bereich ist das Projektionsfeld des Sehens, das bei Rindenblindheit ausgefallen ist. Der hellgelbe Bereich ist das Assoziationsfeld des Sehens, das bei Seelenblindheit ausfällt.

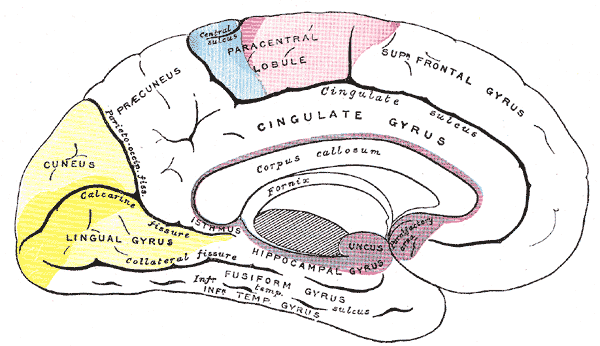
Der Sulcus calcarinus ist hier als calcarine fissure bezeichnet.

Seelenblindheit (auch visuelle Agnosie oder optische Agnosie) bezeichnet eine Störung in der Verarbeitung visueller Reize durch das Gehirn, die dazu führt, dass davon betroffene Personen unfähig sind, Gegenstände oder Gesichter zu erkennen, obwohl sie sie sehen. Ursache hierfür ist eine Schädigung des Sehzentrums im Okzipitallappen.
Die einzelnen Symptome können je nach genauer Ursache und Ort der Schädigung variieren. Manche Betroffenen können beispielsweise keine Bilder abzeichnen, ansonsten aber durchaus geschickt mit Gegenständen umgehen. Typischerweise können Patienten Gegenstände zwar sehr detailliert beschreiben (z. B. nach Farbe, Form und Beschaffenheit der Oberfläche), sind aber nicht in der Lage, sie wiederzuerkennen und zu benennen. Auch die Beschreibung von bekannten Gegenständen aus der Erinnerung stellt häufig kein Problem dar. Bei spezieller Gesichtsblindheit spricht man von Prosopagnosie. Das Gegenstück beim Hören ist die Seelentaubheit.

## Herkunft des Begriffs
Der Begriff Seelenblindheit stammt nach einer ersten Mitteilung im Jahr 1877 von Hermann Munk, der den visuellen Kortex bei Hunden operativ entfernt hat. Sie verhielten sich zwar oberflächlich wie blind, das heißt, sie konnten visuell Dinge nicht mehr erkennen, allerdings reagierten sie noch auf visuelle Reize. Eine Veröffentlichung zum Thema „Seelenblindheit“ beim Menschen erfolgte 1886 von Hermann Wilbrand. Im Jahr 1890 beschrieb auch Heinrich Lissauer eine Störung des visuellen Systems beim Menschen aufgrund eines von ihm untersuchten Falls, seines Patienten Gottlieb L.

„In der That ergab sich sofort, dass der sonst über Alles verständig Auskunft gebende Mann ausser Stande war, einen grossen Theil der gewöhnlichsten sinnlichen Objecte mittels des Gesichtssinnes wiederzuerkennen. Wohl aber erkannte und beschrieb er Alles Richtig, was er mit den Händen betasten oder mittels des Gehörs wahrnehmen konnte. Dabei kann der Kranke sehen.“

Lissauer schlug zwei verschiedene Arten der Seelenblindheit vor: die apperzeptive Seelenblindheit und die assoziative Seelenblindheit:
- Apperzeptive Seelenblindheit tritt aufgrund der Schädigung der frühen visuellen Areale auf und verhindert Objekterkennung durch das Unvermögen, die verschiedenen Elemente visueller Wahrnehmung zu einem kohärenten Ganzen (Lissauer nannte dies eine „Vorstellung“) zusammenzufügen.

- Assoziative Seelenblindheit dagegen tritt auf, wenn die „Vorstellung“ nicht mit den Informationen und Wahrnehmungen anderer Modalitäten zusammengebracht werden kann, um eine vorlinguistische Repräsentation des Objekts zu erstellen.

Der Begriff „agnostisch“ oder „Agnosie“, der heute meist statt Seelenblindheit verwendet wird, wurde 1891 von Sigmund Freud eingeführt, der darunter allerdings mehr neuropsychologische Störungen des visuellen Systems im weiteren Sinne verstand, als nur die Seelenblindheit. Im freudschen Sinne umfasst die Agnosie neben der Seelenblindheit auch Rindenblindheit und optische Aphasie. Dennoch wird der Begriff (visuelle) Agnosie heutzutage für die Seelenblindheit mit den lissauerschen Unterkategorien verwendet.

## Bedeutung der Seelenblindheit
Wie bei vielen neurologischen Störungen, so trägt auch hier die genaue Untersuchung des Krankheitsbildes nicht nur zur Erforschung der Krankheit selbst, sondern auch zu einem besseren Verständnis des entsprechenden Prozesses im gesunden Gehirn – in diesem Falle des Sehprozesses – bei.
Studien an Schlaganfallpatienten und an Affen haben gezeigt, dass der visuelle Wahrnehmungsapparat aus zwei spezialisierten Systemen besteht. Nach der grundlegenden Verarbeitung visueller Reize im primären visuellen Kortex teilen sich die Verarbeitungswege in einen parietalen (entlang des Scheitels zentral nach vorne) und einen temporalen (zur Schläfe hin gerichteten) Verarbeitungsstrom. Diese haben unterschiedliche Funktionen. Nach Mishkin und Ungerleider dient der Verarbeitungsstrom zur Schläfe hin gerichtet vor allem der Objekterkennung (daher auch Was-Strom genannt), der am Scheitel entlanglaufende Verarbeitungsstrom der Bewegungs- und Entfernungsbestimmung (daher auch Wo-Strom genannt). Diese Sichtweise ist von Milner und Goodale angezweifelt worden. Aufgrund einer doppelten Dissoziation von Patienten mit visueller Apraxie, die einerseits Objekte erkennen, aber nicht zielgerichtet greifen können, und andererseits von Patienten mit visueller Formagnosie (einer besonders schweren Form der apperzeptiven Agnosie), die Objekte ergreifen, aber nicht erkennen können, haben Milner und Goodale eine mittlerweile im Allgemeinen akzeptierte Reinterpretation der Verarbeitungsströme vorgeschlagen. Der zur Schläfe orientierte Strom wird zwar auch weiterhin für die Objekterkennung verantwortlich gesehen, doch der zum Scheitel orientierte Strom wird nicht mehr als für die Verarbeitung räumlicher Information, sondern als für notwendig für die Visuomotorik gesehen (also der Action-Strom).